# La Voie du Jiang Hu
Pour plus de détails, voir Fiche technique et Distribution.
La Voie du Jiang Hu (江湖, Jiang Hu) est un film hongkongais réalisé par Wong Ching-po (en), sorti en 2004

## Synopsis
Alors qu'il envisage de quitter la mafia après la naissance de son premier enfant, le parrain apprend qu'un contrat est mis sur sa tête. Ses lieutenants semblent attendre le moment opportun pour engager une guerre des chefs. Le meilleur ami du parrain cherche à découvrir qui est à l'origine du contrat. Un jeune homme a été tiré au sort. Pour l'exécution, un poignard.

## Fiche technique
- Autres titres : Jiang Hu (titre HK) ; 江湖 (titre HK) ; Kong Woo ou Gong Wu (titre HK)
- Réalisateur : Wong Ching Po
- Producteur : Alan Tam Wing Lun, Eric Tsang Chi Wai
- Scénariste : Christine To Chi Long, Wong Ching Po
- Chorégraphe : Stephen Tung Wei
- Pays : Hong Kong
- Studio : Anytime Pictures Co. Ltd
- Genre : Action, drame, film de gangsters
- Catégorie HK : I I B
- Durée : 80 min.
- Vidéo : Couleur
- Recette HK : 12.9 M. HK$

## Distribution
- Andy Lau : Tak Wah
- Jacky Cheung : Hok Yau
- Edison Chen : Koon Hei
- Shawn Yue : Man Lok
- Eric Tsang : Chi Wai
- Jacklyn Wu : Chien Lien
- Gordon Lam : Ka Tung
- Michael Miu : Kiu Wai
- Tony Ho : Wah Chiu
- Kara Hui : Ying Hung
- Lin Yuan : Yoyo